# Lega Nazionale Centro-Sud
Lega Nazionale Centro-Sud (LNCS) (z wł. Liga Narodowa Centrum-Południe) – włoska organizacja sportowa, działająca w latach 1945–1946, która zarządzała głównymi turniejami piłki nożnej we Włoszech w okresie powojennym w środku i na południu kraju. Często określana przez prasę i we własnych komunikatach prasowych jako Lega Centro-Sud.
Skupiała ona wszystkie kluby, występujących w danym sezonie w Serie A, Serie B i Serie C, zaś jej głównym zadaniem było prowadzenie ligowych rozgrywek o mistrzostwo Włoch w piłce nożnej mężczyzn i zarządzanie nimi.

## Historia
Zniszczenia i następstwa II wojny światowej mocno osłabiły włoską organizację piłkarską, a także bardzo skomplikowały komunikację między północą a resztą kraju. Po przybyciu aliantów, Direttorio Divisioni Superiori zostało rozwiązane, silnie uwarunkowane końcem faszystowskiego reżimu, kluby ze środkowych i południowych Włoch na wolnym zgromadzeniu 10 lipca 1945 na zdecydowały się tymczasowo aktywować nową Ligę w oczekiwaniu na ogólnokrajową. Tak powstała w 1945 roku Lega Nazionale Centro-Sud, która zaplanowała organizację rozgrywek piłkarskich w sezonie 1945/46 na terenie środkowych i południowych Włoch.
Liga zorganizowała dwa turnieje: Serie mista A-B, który wyłonił cztery drużyny, które miałyby zagrać o mistrzostwo kraju, oraz Serie C zwaną "regionalną".
16 maja 1946 roku na zgromadzeniu w Rapallo Lega Nazionale Alta Italia i Lega Nazionale Centro-Sud połączyły się w jedną organizację, które przybrało nazwę Lega Nazionale Professionisti.

## Prezesi
- 1945–1946: Alberto Valentini